# جرن صغير
جرن صغير قرية سوريّة تتبع إداريّاً لمحافظة حلب منطقة منبج ناحية مركز منبج، بلغ تعداد سكانها 431 نسمة حسب التعداد السكاني لعام 2004.